# Campeonato navarro del Cuatro y Medio 2009
La XI edición del Campeonato navarro del Cuatro y Medio, competición de pelota vasca en la variante de pelota mano profesional de primera categoría, se disputó en el año 2009. Fue organizada conjuntamente por Asegarce y ASPE, las dos principales empresas dentro del ámbito profesional de la pelota mano.

## Eliminatorias
| Fecha    | Frontón y localidad  | Rojo     | Azul       | Tanteo |
| -------- | -------------------- | -------- | ---------- | ------ |
| 06/06/09 | Labrit, Pamplona     | Chafee   | Arretxe II | 20-22  |
| 26/06/09 | Aritzbatalde, Zarauz | Olazabal | Ongay      | 19-22  |
| 26/06/09 | Aritzbatalde, Zarauz | Zubieta  | Beroiz     | 16-22  |

## Octavos de final
| Fecha    | Frontón y localidad | Rojo       | Azul       | Tanteo |
| -------- | ------------------- | ---------- | ---------- | ------ |
| 27/06/09 | ..., Arbizu         | Olaizola I | Arretxe II | 19-22  |

## Cuartos de final
| Fecha    | Frontón y localidad | Rojo                   | Azul       | Tanteo |
| -------- | ------------------- | ---------------------- | ---------- | ------ |
|          |                     | Bengoetxea VI (lesión) | Arretxe II |        |
| 03/07/09 | , Oteiza            | Ongay                  | Beroiz     | 22-14  |

## Semifinales
| Fecha    | Frontón y localidad  | Rojo              | Azul       | Tanteo |
| -------- | -------------------- | ----------------- | ---------- | ------ |
| 04/07/09 | Labrit, Pamplona     | Olaizola II       | Arretxe II | 22-09  |
| 05/07/09 | Aritzbatalde, Zarauz | Martínez de Irujo | Ongay      | 22-07  |

## Final
| Fecha    | Frontón y localidad | Rojo        | Azul              | Tanteo |
| -------- | ------------------- | ----------- | ----------------- | ------ |
| 07/07/09 | Labrit, Pamplona    | Olaizola II | Martínez de Irujo | 22-18  |

- Datos: Q2886079